# Robinson's of Florida
Robinson's of Florida was een warenhuisketen aan de Golfkust van Florida en in Orlando met het hoofdkantoor in St. Petersburg, Florida.  

## Geschiedenis
De keten werd in de jaren 1970 opgericht door Associated Dry Goods als een poging om de chique J.W. Robinson-winkels uit Zuid-Californië aan de snelgroeiende Golfkust van Florida te evenaren. De keten begon in 1972 met een winkel in de Tyrone Square Mall. Deze nieuw opgerichte  divisie groeide naar 10 locaties. In plaats van te investeren in de toen stagnerende markt van Florida, verkocht May deze divisie in 1987 aan Maison Blanche uit Baton Rouge. Zeven van de voormalige vestigingen van Robinson's of Florida werden in 1991 door Maison Blanche verkocht aan Dillard's, terwijl één vestiging werd vervangen twee andere werden omgedoopt tot Gayfers (dat op zijn beurt in 1998 door Dillard's werd opgekocht).

## Voormalige filialen van Robinson's of Florida
| Stad              | Locatie                | Openingsjaar                | Status                                                                        |
| ----------------- | ---------------------- | --------------------------- | ----------------------------------------------------------------------------- |
| Tampa             | University Square      | 1974                        | Omgedoopt tot Dillard's en in 1995 verhuist naar andere locatie               |
| Tampa             | WestShore Plaza        | 1974                        | Omgedoopt tot Dillard's en in 2001 gesloten.                                  |
| Sarasota          | Southgate Plaza        | 1978 (voorheen J.C. Penney) | Omgedoopt tot Dillard's en in 2014 gesloten                                   |
| St. Petersburg    | Tyrone Square Mall     | 1973                        | Omgedoopt tot Dillard's                                                       |
| Orlando           | Orlando Fashion Square | 1973                        | Omgedoopt tot Maison Blanche en in 1990 verhuisd naar andere locatie          |
| Orlando           | The Florida Mall       | 1986                        | Omgedoopt tot Parisian in 2000 en daarna tot Lord & Taylor. Gesloten in 2006. |
| Naples            | Coastland Center       | 1985                        | Omgedoopt tot Dillard's en in 1995 herbouwd                                   |
| Fort Myers        | Edison Mall            | 1985                        | Omgedoopt tot Dillard's en uitgebreid en gerenoveerd in 1999                  |
| Clearwater        | Countryside Mall       | 1976                        | Omgedoopt tot Dillard's en in 2001 verbouwd.                                  |
| Altamonte Springs | Altamonte Mall         | 1974                        | Omgedoopt tot Dillard's.                                                      |